# Vecquemont
Vecquemont is een gemeente in het Franse departement Somme (regio Hauts-de-France) en telt 558 inwoners (2004). De plaats maakt deel uit van het arrondissement Amiens.

## Geografie
De oppervlakte van Vecquemont bedraagt 1,9 km², de bevolkingsdichtheid is 293,7 inwoners per km².
De onderstaande kaart toont de ligging van Vecquemont met de belangrijkste infrastructuur en aangrenzende gemeenten.

## Demografie
Onderstaande figuur toont het verloop van het inwonertal (bron: INSEE-tellingen).